# Howard Metzenbaum
Howard Morton Metzenbaum, född 4 juni 1917 i Cleveland, Ohio, död 12 mars 2008 i Aventura, Florida, var en amerikansk demokratisk politiker. 
Han representerade Ohio i USA:s senat från januari till december 1974 och på nytt 1976-1995.

## Biografi
Metzenbaum studerade vid Ohio State University. Han avlade 1939 grundexamen och 1941 juristexamen. Han arbetade sedan som advokat i Cleveland.
Metzenbaum var Stephen M. Youngs kampanjchef i senatsvalen 1958 och 1964. Young kandiderade inte till omval i senatsvalet 1970. Demokraterna i Ohio nominerade Metzenbaum som förlorade mot republikanen Robert Taft Jr.
Senator William B. Saxbe avgick 1974 för att tillträda som USA:s justitieminister. Guvernör John J. Gilligan utnämnde Metzenbaum till senaten fram till ordinarie senatsvalet senare samma år. Han kandiderade i demokraternas primärval men förlorade mot John Glenn som sedan vann själva senatsvalet. Metzenbaum avgick i december 1974 och efterträddes som senator av Glenn.
Metzenbaum besegrade Robert Taft Jr. i senatsvalet 1976. Taft avgick sedan några dagar för mandatperiodens slut. Metzenbaum tillträdde för andra gången som senator 29 december 1976. Han vann lätt mot Paul Pfeifer i senatsvalet 1982. Borgmästaren i Cleveland George Voinovich utmanade sedan Metzenbaum i senatsvalet 1988. Metzenbaum vann med 57% av rösterna mot 43% för Voinovich trots att republikanen George H.W. Bush vann samtidigt relativt klart i Ohio i presidentvalet i USA 1988.
Metzenbaum efterträddes 1995 som senator av republikanen Mike DeWine. Efter sin tid i senaten var han ordförande för konsumentorganisationen Consumer Federation of America. Metzenbaum var judisk. Hans grav finns på Mayfield Cemetery i Cleveland Heights.